# Girolamo Ghilini

Stemma di Girolamo come Protonotario apostolico.

Girolamo Ghilini (Monza, 19 maggio 1589 – Alessandria, 12 dicembre 1668) è stato uno storico e presbitero italiano.

## Biografia
Girolamo Ghilini, terzogenito di Gian Giacomo [III], appartenente al patriziato di Alessandria e signore di Movarone, e di Vittoria Omati di Monza, vide la luce il 19 maggio 1589 a Monza. Il padre Gian Giacomo, che aveva ricoperto la carica di decurione ad Alessandria nel 1552, si trasferì a Milano verso il 1570, dove assunse vari incarichi pubblici. Divenne podestà di Tortona nel 1582 e di Monza nel 1588, per poi servire come segretario del Senato di Milano dal 1593 fino alla sua morte nel 1612, venendo sepolto nella basilica di Sant'Ambrogio a Milano. Gian Giacomo e Vittoria Omati ebbero dieci figli, quattro dei quali maschi. Tommaso (*1576 † post 1630), il primogenito, divenne giureconsulto del Principato di Piombino e protonotario apostolico e risedette a Roma. Giovanni Ambrogio e Lodovico intrapresero la carriera militare nell'esercito spagnolo. Lodovico partecipò alla guerra civile piemontese e divenne in seguito governatore di Nizza Monferrato.
Girolamo studiò lettere umane, retorica e filosofia a Milano, presso il collegio dei gesuiti di Brera, quindi passò a studiare diritto all'Università di Parma, ma per ragioni di salute dovette interrompere gli studi. Dopo la morte del padre nel 1612, decise di rimanere ad Alessandria per gestire il patrimonio di famiglia, sposando nel 1614 Giacinta Bagliani ed entrando nel corpo dei decurioni della città l'anno successivo. La sua vita subì una svolta drammatica con lo scoppio dell'epidemia di peste del 1630, che causò la morte del fratello Giovanni Ambrogio e, probabilmente, della moglie Giacinta che morì il 19 novembre 1630. Secondo alcune fonti, tuttavia, Giacinta sarebbe morta di parto.
In questo periodo di intensa crisi personale, Girolamo decise di abbracciare la vita ecclesiastica e prese gli ordini sacri il giorno di Natale del 1630. Celebrò la prima messa il 17 giugno dell'anno successivo. Dopo l'ordinazione Ghilini riprese gli studi teologici e giuridici, laureandosi in diritto canonico e teologia. Negli anni immediatamente successivi ricoprì alcuni incarichi di rilievo: grazie all'appoggio del fratello maggiore Tommaso, ottenne la nomina a protonotario apostolico e l'Abbazia di San Giacomo di Cantalupo, nella Diocesi di Boiano. Probabilmente non risiedette mai stabilmente presso l'abbazia, e delegò le sue funzioni ad un vicario, beneficiando economicamente dell'istituzione.
In questo intervallo di tempo Ghilini si dedicò con fervore agli studi letterari, precedentemente ostacolati dagli impegni familiari. Fu nella quiete della sua residenza nell'alessandrino che redasse le Practicabiles casuum conscientiæ resolutiones (Milano, 1636), opera che lo introdusse nel panorama letterario, e fu riedita più volte. Nel 1637, su invito dell'arcivescovo di Milano Cesare Monti, si trasferì a Milano, dove rivestì il ruolo di canonico della collegiata di Sant'Ambrogio, con prebenda dottorale, incarico mantenuto fino al 1642, anno del suo definitivo rientro ad Alessandria.
Nel 1647, la pubblicazione veneziana del Teatro d'huomini letterati presso la tipografia Guerigli, successiva a una precedente edizione milanese non datata, probabilmente del 1635, segnò un passo importante nella sua carriera letteraria. L'opera, raccolta enciclopedica di biografie di scrittori italiani e stranieri, fu ripubblicata a Milano in una versione invariata, probabilmente nel 1684. L'associazione con la tipografia Guerigli, già nota per aver stampato opere di Giovan Francesco Loredan, fondatore dell'Accademia degli Incogniti di Venezia, favorì il successo dell'opera di Ghilini, che ottenne ampi riconoscimenti e gli guadagnò l'ammissione agli Incogniti.
Il Teatro d'huomini letterati si articola in sei sezioni pubblicate e altre tre rimaste in forma manoscritta. Ampio spazio è dedicato agli autori stranieri che sono in proporzione di uno a quattro rispetto agli italiani. Il Teatro contiene un dettagliato catalogo delle pubblicazioni di Ghilini, sia in italiano che in latino, distinte tra quelle già edite e quelle in attesa di pubblicazione. Esistevano a Venezia più copie del manoscritto, tra cui una appartenente a Pietro Gradenigo, che includeva parti escluse dalle edizioni a stampa. Grazie a una trascrizione del 1782, commissionata da Giuseppe Vernazza a Giovanni Battista Schioppalalba, si conosce l'esistenza di un'altra copia a Venezia, custodita dall'abate Jacopo Morelli nella Biblioteca Ducal di San Marco. La copia di Vernazza si focalizzava sui contributi piemontesi esclusi dalle edizioni stampate, suggerendo un certo orgoglio regionale in Ghilini nonostante i suoi numerosi spostamenti e una vita ricca di esperienze diverse.
Girolamo si dedicò inoltre alla stesura degli Annali di Alessandria, un'opera che lo avrebbe definitivamente consacrato nella storia della città, pubblicata per la prima volta a Milano nel 1666 e successivamente riedita ad Alessandria tra il 1903 e il 1915. Questo lavoro annalistico, diviso in quattro "epoche", spazia dalla fondazione di Alessandria fino all'anno 1659, basandosi in parte su precedenti cronache, ma soprattutto sugli Annales Alexandrini di Guglielmo Schiavina. Nonostante alcune inesattezze e una certa mancanza di critica delle fonti, gli Annali forniscono preziose informazioni sull'organizzazione amministrativa e sociale di Alessandria, sulle sue magistrature e sul periodo di dominazione spagnola, descrivendo con toni drammatici gli eventi tragici come incendi e assedi, culminando nella narrazione epica dell'assedio del 1657 durante la guerra franco-spagnola.
Negli ultimi anni della sua vita visse ritirato accanto al figlio Giovan Giacomo, dedicandosi alla redazione del Ristretto della civile, politica, statistica e militare scienza, una sorta di enciclopedia con oltre 800 voci basate su una cinquantina di autori e sulle opere precedenti di Ghilini stesso, compresi gli Annali. L'opera, che attinge anche da storici classici e contemporanei, si distingue per l'enfasi sulla "scienza civile" e sul concetto di "valore", riservando particolare attenzione alla nobiltà sia a corte che nell'esercito.
Girolamo Ghilini si spense nel 1668 ad Alessandria. Fu sepolto nella tomba di famiglia, all'interno del complesso conventuale di San Bernardino.

## Opere
Molti degli scritti del Ghilini sono rimasti inediti. Di quelli dati alle stampe sono degni di nota:
- Practicabiles casuum conscientiæ resolutiones, Milano, Filippo Ghisolfi, 1636.
- Teatro d'Huomini Letterati, Venezia, per li Guerigli, 1647.
- Annali di Alessandria, Milano, Gioseffo Marelli, 1666.
- Ristretto della civile, politica, statistica e militare scienza, 1666/1668.

## Matrimonio e discendenza
Dal matrimonio con Giacinta Bagliani, avvenuto Il 16 giugno 1614, ebbe 7 figli:
- Bianca (*1616 †1640). Morì nubile senza discendenza.
- Vittoria (*1618 †1665). Monaca con il nome di Chiara Giacinta.
- Giulia (*1620 – ?) Monaca con il nome di Bianca Gerolama.
- Francesco Ottaviano (*1622 †1640). Uomo d'arme, definito "il valoroso", morì durante  il grande assedio di Torino senza discendenza.
- Giovanni Giacomo (*1625 – post 1669). Uomo d'arme divenne sergente maggiore di un terzo di fanteria italiana al servizio di Spagna. Morì senza discendenza.
- Giovanni Battista (*1626 †1683). Diede origine ad un ramo del casato dei Ghilini, i Conti di Pavone. Acquistò, nel 1676, il feudo di Pavone di cui ne ebbe investitura come signore il 30 aprile dello stesso anno, e come conte il 6 maggio del 1681. Ebbe sei figli di cui solo uno maschio morto infante. Il ramo si estinse con sua figlia Giacinta Teresa (*1671 †1742) che testò la contea al nipote principe Lodovico III Guasco-Gallarati, marchese di Solero.
- Lucrezia (*1628 †1629)

## Ascendenza
|                              |   |                     | Genitori                      |  |  | Nonni |  |  | Bisnonni                    |  |  | Trisnonni                |  |
|                              |   |                     |                               |  |  |       |  |  | Giovanni Giacomo II Ghilini |  |  | Giovanni Tommaso Ghilini |  |
|                              |   |                     |                               |  |  |       |  |  | Giovanni Giacomo II Ghilini |  |  | Giovanni Tommaso Ghilini |  |
|                              |   | -                   |                               |  |  |       |  |  | Giovanni Giacomo II Ghilini |  |  |                          |  |
| Tommaso Ghilini              |   |                     |                               |  |  |       |  |  | Giovanni Giacomo II Ghilini |  |  |                          |  |
|                              |   | Lucrezia Mantegazza | Giovanni Francesco Mantegazza |  |  |       |  |  |                             |  |  |                          |  |
|                              |   | Lucrezia Mantegazza | Giovanni Francesco Mantegazza |  |  |       |  |  |                             |  |  |                          |  |
|                              |   | Lucrezia Mantegazza | -                             |  |  |       |  |  |                             |  |  |                          |  |
| Giovanni Giacomo III Ghilini |   | Lucrezia Mantegazza |                               |  |  |       |  |  |                             |  |  |                          |  |
|                              |   | Ottaviano Ghilini   | Francesco Ghilini             |  |  |       |  |  |                             |  |  |                          |  |
|                              |   | Ottaviano Ghilini   | Francesco Ghilini             |  |  |       |  |  |                             |  |  |                          |  |
|                              |   | Ottaviano Ghilini   | Clara Somico                  |  |  |       |  |  |                             |  |  |                          |  |
| Lodovica Ghilini             |   | Ottaviano Ghilini   |                               |  |  |       |  |  |                             |  |  |                          |  |
|                              |   | Anna Bozzoli        | Ambrogio Bozzoli              |  |  |       |  |  |                             |  |  |                          |  |
|                              |   | Anna Bozzoli        | Ambrogio Bozzoli              |  |  |       |  |  |                             |  |  |                          |  |
|                              |   | Anna Bozzoli        | -                             |  |  |       |  |  |                             |  |  |                          |  |
| Girolamo Ghilini             |   | Anna Bozzoli        |                               |  |  |       |  |  |                             |  |  |                          |  |
|                              | - | -                   |                               |  |  |       |  |  |                             |  |  |                          |  |
|                              | - | -                   |                               |  |  |       |  |  |                             |  |  |                          |  |
|                              | - | -                   |                               |  |  |       |  |  |                             |  |  |                          |  |
| Giovanni Ambrogio Omati      | - |                     |                               |  |  |       |  |  |                             |  |  |                          |  |
|                              |   | -                   | -                             |  |  |       |  |  |                             |  |  |                          |  |
|                              |   | -                   | -                             |  |  |       |  |  |                             |  |  |                          |  |
|                              |   | -                   | -                             |  |  |       |  |  |                             |  |  |                          |  |
| Vittoria Omati               |   | -                   |                               |  |  |       |  |  |                             |  |  |                          |  |
|                              |   | -                   | -                             |  |  |       |  |  |                             |  |  |                          |  |
|                              |   | -                   | -                             |  |  |       |  |  |                             |  |  |                          |  |
|                              |   | -                   | -                             |  |  |       |  |  |                             |  |  |                          |  |
| -                            |   | -                   |                               |  |  |       |  |  |                             |  |  |                          |  |
|                              |   | -                   | -                             |  |  |       |  |  |                             |  |  |                          |  |
|                              |   | -                   | -                             |  |  |       |  |  |                             |  |  |                          |  |
|                              |   | -                   | -                             |  |  |       |  |  |                             |  |  |                          |  |
|                              |   | -                   |                               |  |  |       |  |  |                             |  |  |                          |  |